# Воробьёв, Дмитрий Сергеевич
Дми́трий Серге́евич Воробьёв (18 октября 1985, Тольятти, СССР) — российский хоккеист, чемпион мира по хоккею 2008. Заслуженный мастер спорта России (2009).

## Биография
Родился и вырос в городе Тольятти. Начал заниматься хоккеем с семи лет. Его первым тренером был Заслуженный Тренер России Владимир Фёдорович Гуженков.
Провел пять сезонов в составе тольяттинской «Лады». Стал лучшим бомбардиром команды в сезоне 2007—2008.
Подписал контракт на один сезон с «Ладой» 28 мая 2014 года.

## Клубы и достижения
- Лада (Тольятти) — 2003—2008,
  - Бронзовый призёр чемпионата России 2003/2004
  - Серебряный призёр чемпионата России 2004/2005
  - Обладатель Континентального Кубка 2006 г.

Регулярно привлекался к играм за сборную страны.
- Серебряный призёр Чемпионата Мира среди молодёжи 2005 г.
- Чемпион мира 2008 г.
- СКА (Санкт-Петербург) 2010—2013
  - Обладатель Кубка Шпенглера 2010
  - Бронзовый призёр Континентальной хоккейной лиг2012/2013

## Статистика
| Легенда | Легенда                    | Легенда | Легенда                   | Легенда | Легенда    |
| ------- | -------------------------- | ------- | ------------------------- | ------- | ---------- |
| И       | Количество проведённых игр | Штр     | Штрафное время            | +/−     | Плюс-минус |
| Г       | Голы                       | П       | Голевые передачи          | О       | Очки       |
| -       | Статистика неизвестна      | —       | Статистика не учитывалась |         |            |